# 汪琯
汪琯（1478年—？年），字諧甫，南直隶徽州府婺源縣大畈人，民籍。

## 生平
治《春秋》，行十六，由國子生中式丁卯科（1507年）應天府鄉試第三十七名舉人，年四十六歲中式嘉靖二年（1523年）癸未科會試第三百十三名，第三甲第二十九名進士。授長樂縣知县，恤役缓刑，为百姓請命。擢刑部主事，调任户部，奉命核对福建、廣東京库逋負，始至南雄，清聲藉甚。经过福州，長樂百姓舉手加额道：父母汪侯也。差监太仓银库，遇恩封，力請歸鄉養親，詔命下達時母親去世的訃告傳到，哀毁成疾而卒。

## 家族
曾祖汪浔。祖父汪棆。父汪炯。母江氏。慈侍下。